# 東京都写真美術館
東京都写真美術館（とうきょうとしゃしんびじゅつかん）は、東京都目黒区三田にある、写真表現の総合的専門美術館である。指定管理者制度により、東京都歴史文化財団グループ（公益財団法人東京都歴史文化財団、鹿島建物総合管理株式会社、アサヒビール株式会社の共同事業体）が管理・運営している。

## 概要
写真と映像に関する総合的な公立美術館。個人名を冠したものを除き、写真一般の専門美術館としては日本初の美術館として、1995年（平成7年）1月に恵比寿ガーデンプレイス内に総合開館した。
展示施設としては、3階（写真共催展向けまたは貸出会場、495㎡）、2階（写真独自企画展向け会場、495㎡）・地下1階（写真以外の映像一般展向け映像展示室、532㎡）の3つがある。4階は図書室となっており、図書36,500冊、雑誌1,400種を所蔵する。1階ホール（283㎡）では新作映画の封切公開をしている。そのほか、ミュージアムショップ、カフェなども備える。
1990年（平成2年）の一次開館以降、多彩な企画展を中心に積極的に内外の写真作品を紹介し、また近年はアニメやテレビゲームといった写真以外の映像文化にも力を入れている。
収蔵品として、荒木経惟、植田正治、木村伊兵衛、須田一政、東松照明、奈良原一高、濱谷浩、林忠彦、細江英公、森山大道、渡辺義雄など、日本を代表する作家の作品を多く収蔵している。

## 沿革
- 1986年（昭和61年）11月 - 第二次東京都長期計画で「写真文化施設の設置」を発表。
- 1990年（平成2年）6月 - 渋谷区恵比寿四丁目19-24 にあったライブハウスの建物を利用し、一次施設として開館。（区界を挟んでいるものの目黒区三田の現所在地から300mほどの位置）
- 1991年（平成3年）8月 - 恵比寿ガーデンプレイスおよびその一角を占める当館総合施設が着工。
- 1994年（平成6年）8月 - 総合施設が竣工。
- 1995年（平成7年）1月 - 「東京都写真美術館」として正式に総合施設が開館。
- 2014年（平成26年）9月 - 改修工事のため長期休館。
- 2016年（平成28年）9月 - リニューアルオープン。愛称を「トップミュージアム（TOP MUSEUM）」に制定。

## 館長
- 初代：渡辺義雄（1990年6月 - 1995年3月）
- 第2代：三木多聞（1995年4月 - 2000年3月）
- 第3代：徳間康快（2000年4月 - 2000年9月）
- 第4代：福原義春（2000年11月 - 2016年3月）
- 第5代：伊東信一郎（2016年3月 - 2025年1月現在）

## 刊行物
2012年現在、東京都写真美術館ニュース「eyes」（季刊）、東京都写真美術館紀要（年刊）、東京都写真美術館年報を発行している。

## ギャラリー

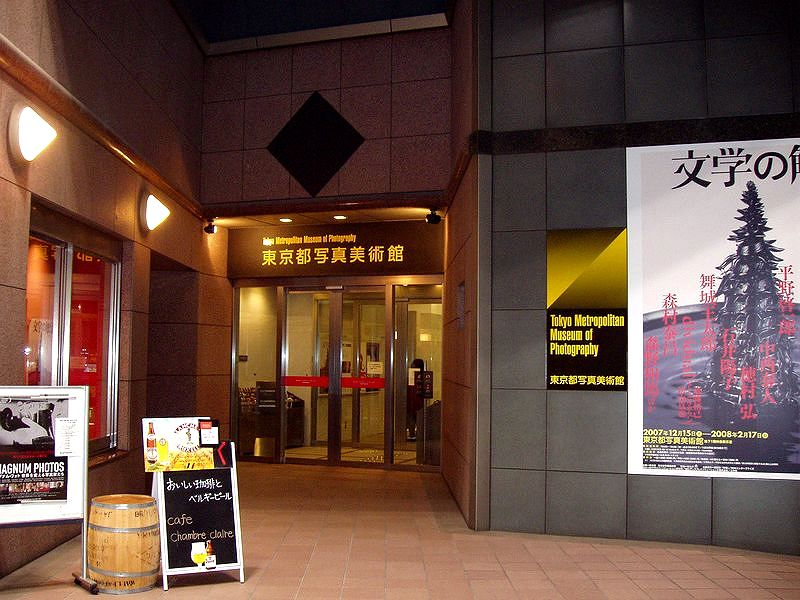
美術館入り口（2008年1月6日撮影）
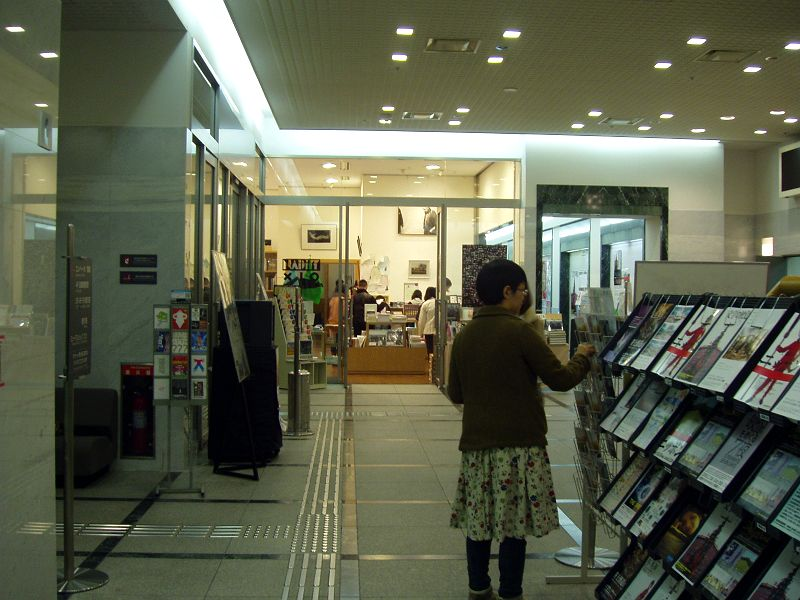
美術館のエントランス（2008年1月6日撮影）
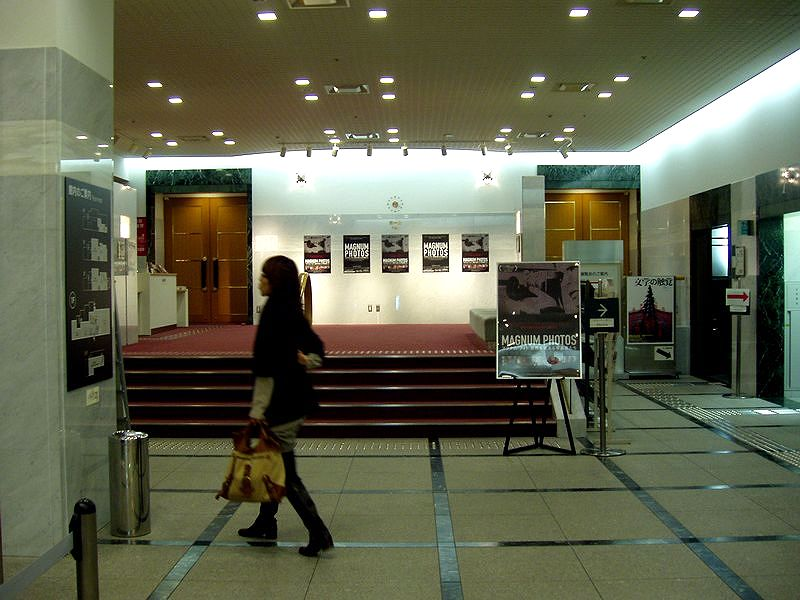
美術館のホール（2008年1月6日撮影）